# Ourika

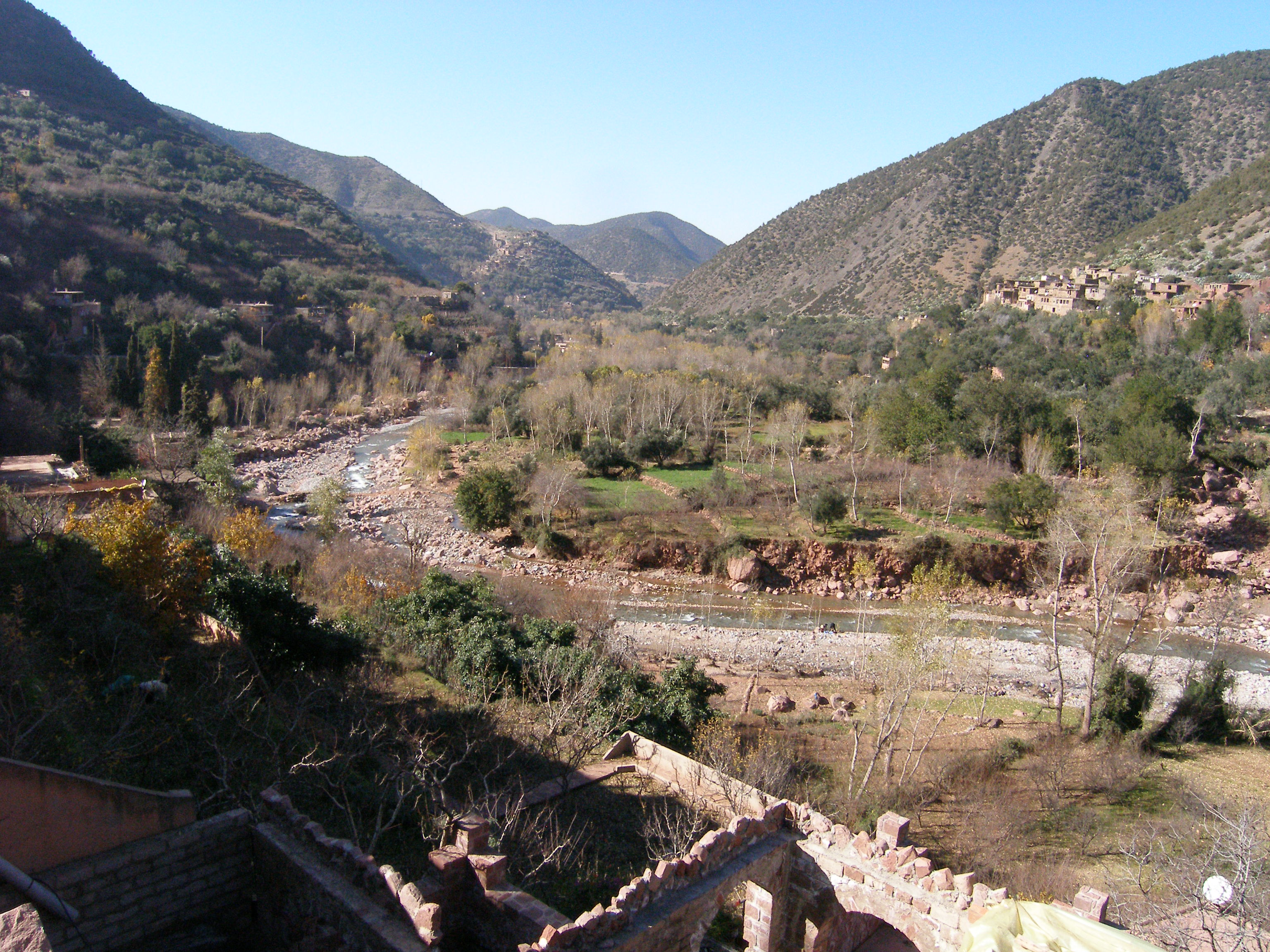
Ourika-vallei met gelijknamige rivier

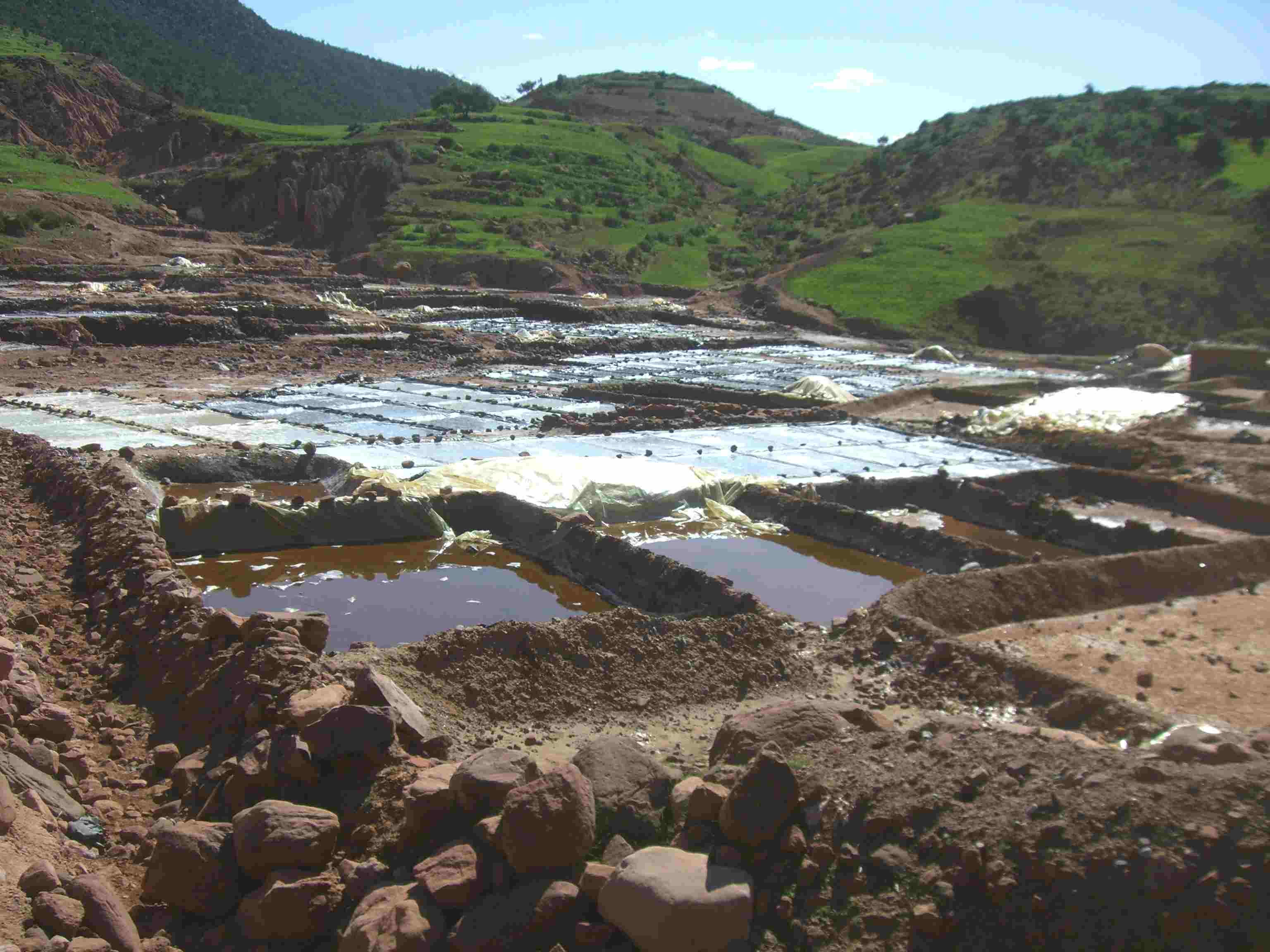
Zoutproductie in de Ourika-vallei

De Ourika is een rivier in Marokko. Hij ontspringt in de Atlas en loopt vervolgens door de Ourika-vallei nabij de Marokkaanse stad Marrakesh.

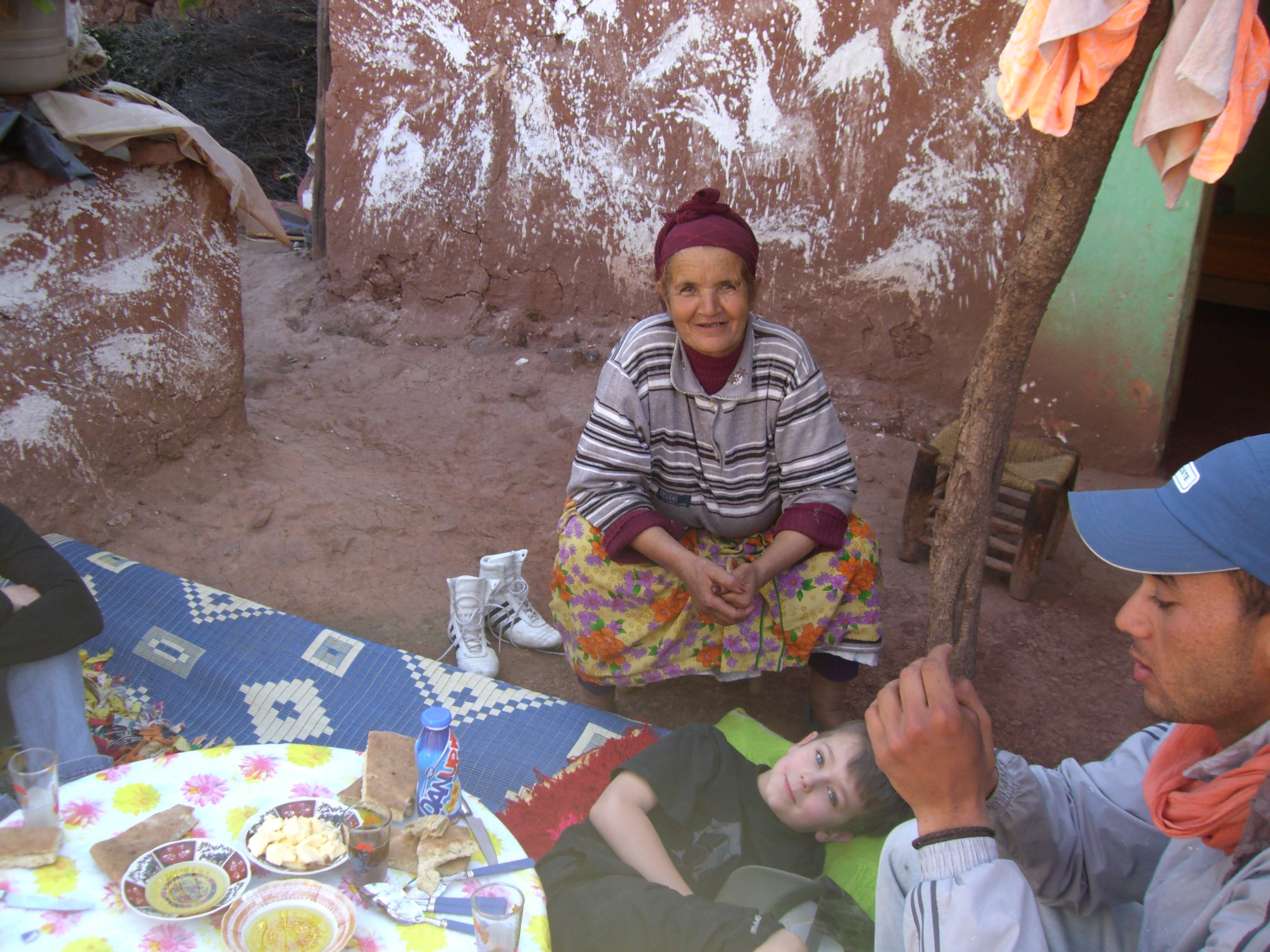
Berbers in de Ourika-vallei